# Erosión local (fluvial)

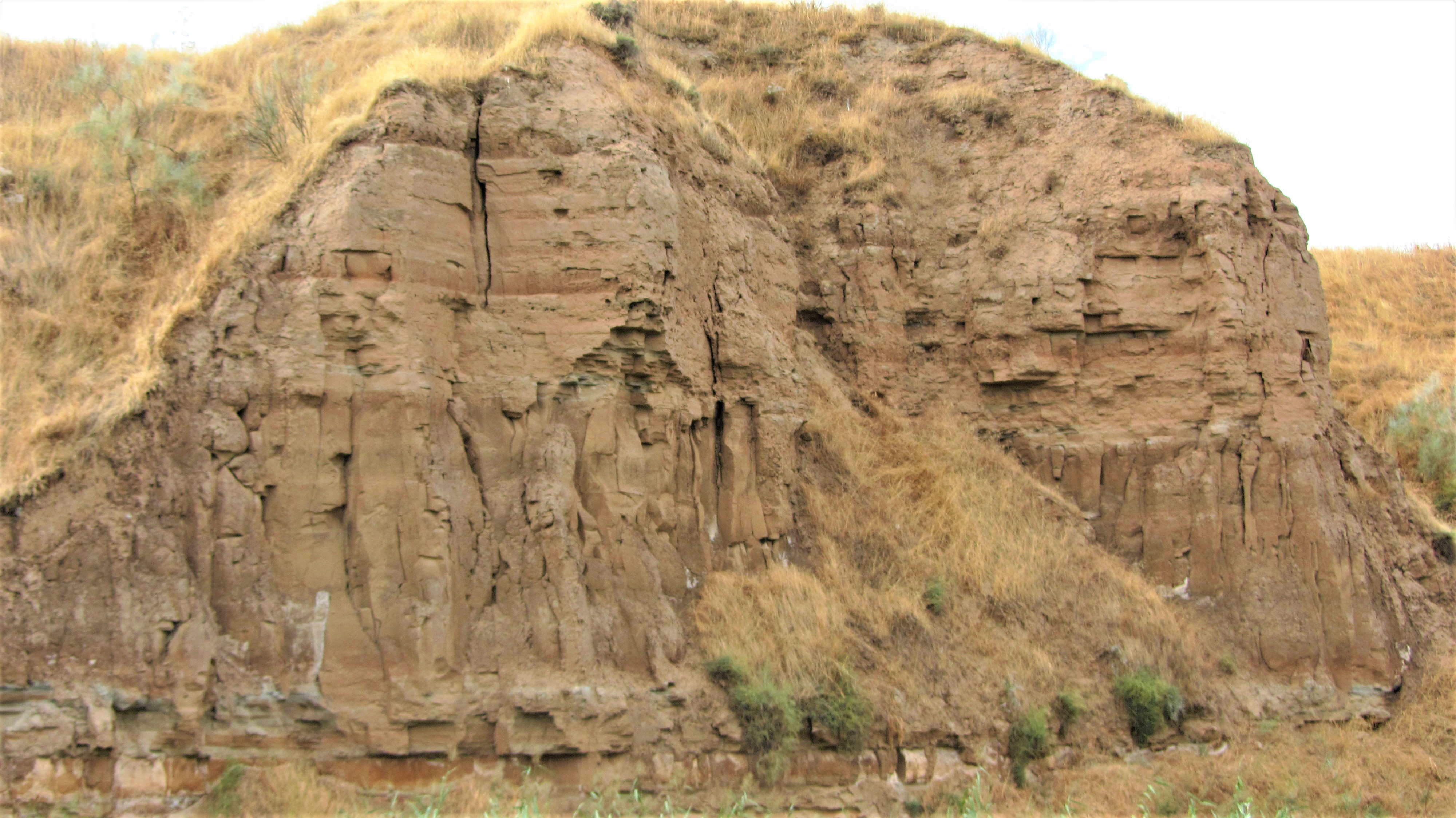
Erosión en la rivera del río Henares.

La erosión local, refiriéndose a un curso de agua, se explica por la acción de un flujo complejo que requiere consideraciones bi o tridimensionales de las velocidades. Se presenta asociada a singularidades u obstáculos y no afecta a las condiciones generales del flujo.

## Causas
La erosión local es causada por un flujo que posee fuerte turbulencia y puede desarrollar grandes vórtices.
En las erosiones locales, el flujo bifásico resulta acelerado o retardado en forma brusca por causas de las fluctuaciones de presión, de las fuerzas de alzamiento y de las variaciones en los esfuerzos de corte. 
Las erosiones locales resultan función de:
- las características del escurrimiento;
- del material que conforma el lecho;
- material transportado;
- hidrograma de crecida y eventos anteriores;
- dirección del flujo;
- acumulación de basura;
- acumulación de hielo;
- características de la obra de ingeniería, u obstáculo natural.

Algunas de las erosiones locales más frecuentes se enuncian a continuación:
- en estribos de puentes
- en espigones
- en pilas de puentes
- aguas abajo de una presa
- a la salida de obras de descarga
- erosión debajo de conducciones

El análisis conceptual de los fenómenos de erosión local tienen como objetivo mostrar los mecanismos de socavación que se producen. Se darán a continuación los procesos de erosión local en pilas y estribos de puentes.

## Erosión local en pilas de puentes
Físicamente, el fenómeno consiste en que alrededor de la pila se dan velocidades localmente mayores que las medias de la corriente. Estas altas velocidades son producto del sistema de vórtices que se originan por la presencia de la pila y son los responsables de la socavación.
Existen dos modalidades distintas de erosión local: 
- Primera modalidad. La corriente no es capaz de poner en movimiento el material del lecho del río, pero los vórtices pueden llevar a cabo la socavación (agua limpia). La erosión local comienza con una velocidad de aproximadamente la mitad de la velocidad umbral para el lecho en general.
- Segunda modalidad. Durante las crecidas de un río, cuando existe un transporte general de sedimentos en el lecho al mismo tiempo que la erosión local (lecho vivo).

La naturaleza del equilibrio del foso es distinta en uno y otro caso; cuando se tiene una corriente de agua limpia (clear water) el equilibrio se manifiesta cuando {\displaystyle \tau _{0}=\tau _{c}} y no se erosiona más el foso. En cambio cuando existe transporte de sedimentos en la corriente, es decir lecho vivo (live bed), el equilibrio se alcanza cuando el flujo de sedimento entrante es igual al saliente.
Curiosamente el equilibrio en el foso, para condiciones permanentes en el tiempo, es aproximadamente igual en ambos casos (ver figura). Por otra parte, la profundidad máxima del foso parece formarse si la corriente es tal que el fondo se encuentra en el límite entre el estado de reposo (aguas claras) y el de movimiento general del lecho (lecho vivo), es decir, en las condiciones de inicio del movimiento (ver figura 1). 
Este proceso, si bien ha sido analizado para erosiones locales en pilas de puentes en laboratorios, puede ser observado en otros fenómenos de socavaciones locales.
Los elementos que aparecen en la erosión local en pilas (ver figura 2) son los siguientes:
- Flujo descendente aguas arriba;
- Vórtice en herradura, al pie del pilar; estas dos turbulencias socavan el fondo, junto a la base del pilar;
- Vórtice en estela aguas abajo del pilar; arrastra el sedimento erosionado.
- Sobreelevación de la superficie del agua con pequeños remolinos de superficie.

La profundidad de erosión local {\displaystyle h_{s}} es función de los siguientes parámetros:
{\displaystyle h_{s}=} {\displaystyle F[}fluido({\displaystyle \rho } ,{\displaystyle v} , {\displaystyle g}) ; lecho({\displaystyle D},{\displaystyle \rho _{s}} ) ; flujo({\displaystyle h}, {\displaystyle U}) ; pila({\displaystyle b}) {\displaystyle ]}

Donde: 
{\displaystyle \rho } = densidad del líquido
{\displaystyle v} = viscosidad cinemática del líquido
{\displaystyle g} = aceleración de la gravedad
{\displaystyle D} = diámetro de las partículas del fondo
{\displaystyle \rho _{s}} = densidad media de las partículas del fondo
{\displaystyle h} = tirante de agua
{\displaystyle U} = velocidad del flujo
{\displaystyle b} = ancho de la pila proyectado en la dirección del flujo;
Con estas 8 variables y 3 dimensiones, es posible establecer 5 relaciones adimensionales. En Breusers y Raudkivi (1991) se desarrollan estas relaciones y se estudian los efectos de cada una de ellas. A manera de resumen, se presentan estos efectos a continuación:
- no uniformidad del sedimento, {\displaystyle \delta _{g}};
- relación tamaño de la pila vs. sedimento, {\displaystyle {b}/{D_{50}}};
- relación tirante aguas arriba vs. tamaño de la pila, {\displaystyle {h}/{b}};
- alineación de la pila, {\displaystyle b} ancho efectivo, proyectado en la dirección del flujo;
- forma de la pila (rectangular, circular, ovalada, etc.).

Unos de los trabajos más recientes en erosión de puentes, Melville et al (2000), agregan algunos efectos a los anteriores, de los cuales los más importantes son:
- intensidad del flujo, {\displaystyle {U}/{U_{c}}} (velocidad media del flujo / velocidad umbral);
- forma de la fundación de la pila;
- geometría irregular del canal natural de aproximación al puente;
- efecto del tiempo;
- efecto del Número de Froude.

En los trabajos citados se desarrollan ampliamente los parámetros a tener en cuenta para
cuantificar estos efectos en la profundidad de erosión. En el presente apunte sólo se
propondrán algunas de las numerosas ecuaciones empíricas establecidas para la estimación
de la erosión local en pilas.

### Ecuación de Richardson
Richardson en 1995 propone:
{\displaystyle h_{s}=2*K*b^{0.65}*h_{1}^{0.35}*F_{r}^{0.43}}
Donde: 
{\displaystyle h_{s}} = profundidad de erosión local en la pila [m],
{\displaystyle K} = coeficiente que tiene en cuenta la forma de la pila según la tabla siguiente,
{\displaystyle b} = ancho efectivo de la pila [m],
{\displaystyle h_{1}} = y {\displaystyle F_{r1}} = son el tirante y el número de Froude aguas arriba del puente.
| Forma            | K   |
| ---------------- | --- |
| Circular         | 1.0 |
| Nariz redondeada | 1.0 |
| Nariz cuadrada   | 1.1 |
| Nariz triangular | 0.9 |

### Ecuación de Laursen
Laursen en 1958 plantea:
{\displaystyle {\frac {b}{h_{1}}}={5.5*{\frac {h_{s}}{h_{1}}}}*\left({\left({{\frac {h_{s}}{11.5*{h_{1}}}}+1}\right)^{1.7}-1}\right)}

Donde las variables responden a las nomenclaturas y unidades descriptas anteriormente.

## Erosión local en estribos de puentes
Tienen un proceso similar al de erosión en pilas. Algunos autores han testeado esta analogía comparando profundidades de erosión en pilas circulares y estribos con bordes semicirculares del mismo diámetro arribando a resultados del mismo orden de magnitud para pilas y estribos.
Lo que sí cambia el patrón de erosión es la longitud del estribo y su correspondiente obstrucción al flujo. Para estribos cortos el proceso puede observarse con claridad en la figura 3 donde se advierte la analogía entre en vórtice principal y el vórtice en herradura mostrado en la figura 2 de la erosión en pilas.
En estribos largos (ver figura 4), la estructura del flujo y la geometría del foso de erosión son similares a la de estribos cortos, excepto la componente del flujo descendente es menos significante y se generan fuertes recirculaciones o remolinos adelante del estribo y cerca de la pared o borde del canal. Debido a la profundidad del flujo en el foso de erosión existe un flujo bidimensional aguas abajo. La actividad erosiva es mayor cerca del borde del estribo donde el vórtice principal es más concentrado.
Para la estimación de la profundidad de erosión local en estribos Melville et al (2000), al igual que la erosión local en pilas, plantean la necesidad de analizar relaciones entre distintos parámetros y sus correspondientes efectos. Aquí se darán únicamente algunas de las ecuaciones empíricas más utilizadas.

### Ecuación de Laursen
Laursen propone la siguiente ecuación, muy semejante a la que propuso para las pilas circulares:
{\displaystyle {\frac {L}{h_{1}}}={2.75*{\frac {h_{s}}{h_{1}}}}*\left({\left({{\frac {h_{s}}{11.5*{h_{1}}}}+1}\right)^{1.7}-1}\right)}

Donde: L es la longitud del estribo [m] que efectivamente obstruye a la corriente (medida en la dirección perpendicular al flujo), las restantes variables responden a la nomenclatura y unidades descriptas anteriormente.

### Método de Artamanov
Artamanov propone la siguiente ecuación:
{\displaystyle {\frac {h_{s}}{h_{1}}}={K_{a}}*{K_{k}}*{K_{q}}}
Donde: 
- {\displaystyle K_{a}}coeficiente que depende del ángulo a que forma el eje del estribo con la corriente y responde a la expresión {\displaystyle K_{a}=0.782*e^{0.0028*a}} ; (a = ángulo entre estribo y corriente [radianes])

- {\displaystyle K_{k}}coeficiente que depende del talud del estribo y responde a la expresión {\displaystyle K_{k}=1.028*e^{{-0.24}*k}} ; (k talud del estribo [k:1; horizontal:vertical])

- {\displaystyle K_{q}}coeficiente en función de la relación de caudal interceptado por el estribo y el caudal total de diseño; responde a la ecuación {\displaystyle K_{q}=4.492+1.063*Ln{\frac {Q_{i}}{Q}}} (Qi caudal [m3/seg] que intercepta el estribo [i depende de la margen analizada] ; Q caudal total de diseño [m3/seg])

## Limitaciones de los métodos de estimación de la erosión local
Los procedimientos descriptos están basados en datos de laboratorio derivados de modelos idealizados de puentes. Las limitaciones se deben a:
- fundaciones rígidas e ideales de los modelos a escala;
- canales de laboratorio rectangulares y rectos;
- flujo uniforme y permanente;
- materiales de fondo a menudo uniformes, homogéneos y no cohesivos.

En la naturaleza, donde las condiciones son sustancialmente diferentes a las de laboratorio, la aplicación de estas ecuaciones debe ser realizada con sumo cuidado. En general, las ecuaciones presentadas dan una estimación conservadora de las profundidades de erosión
local en todos los casos.